# Hafen Rock
El Hafen Rock o Hafenrock es un festival de música anual al aire libre de tres a cuatro días de duración, que tiene lugar en torno al puerto de Hamburgo, en la ciudad-estado homónima al norte de Alemania. El festival coincide con el Hafengeburtstag —evento anual en el que se celebra el «cumpleaños del puerto de Hamburgo», y que se ha convertido con los años en una Volksfest—. Debido a la celebración conjunta de ambos eventos, aun siendo dos eventos en principio independientes, suelen considerarse dos facetas de la misma fiesta. La asistencia a los distintos conciertos del Hafen Rock es gratuita.

## Historia
El primer evento tuvo lugar en 1993 en la antigua terminal de camiones, en la Hafenstrasse de San Pauli, con un solo escenario que no lograba llenar los 10 000 m² de espacio de la terminal.
En principio, la idea fue establecer un evento musical independiente de las celebraciones del cumpleaños del puerto, con un programa que lo distinguiera de una Volksfest o un festival folclórico, aprovechando —eso sí— la presencia de las multitudes atraídas por el evento portuario. Sin embargo, la coincidencia en las fechas ha convertido de facto a ambos eventos en una gran fiesta que combina la escena portuaria (regatas, visitas a embarcaciones, simulacros, etc.), festival de comida y festival de música. Desde hace varios años, todos los escenarios musicales del Hafen Rock se desarrollan en la zona oeste del Hafengeburtstag, en torno a la intersección de St. Pauli-Hafenstrasse con el paseo marítimo del Elba.
Actualmente, el Hafen Rock cuenta con tres escenarios y un programa de actuaciones. Los dos escenarios principales —el Astra (actualmente llamado el Escenario Central) y el Jolly Roger— se encuentran a 600 metros uno del otro, mientras que el tercer escenario —el Gipsy Lounge—, algo más pequeño, está ubicado a mitad de camino entre los dos. Anteriormente hubo otro escenario, el NDR (gestionado por la cadena pública de radio y televisión NDR), que estuvo ubicado en el mismo lugar, pero este fue trasladado a principios de la década de 2000 cerca de los túneles del Elba, donde sirve independientemente para actuaciones promovidas por la cadena.
En términos de asistencia a los conciertos y funciones, el Hafen Rock recibe a decenas de miles de espectadores cada año (máximo de aforo que ofrece la combinación de escenarios), con récords batidos anualmente a partir 2016 (año en que contó con 50 000 asistentes), excluyendo 2020-2021 debido a la pandemia de COVID-19. Sin embargo, estando ubicado dentro de la zona del Hafengeburtstag, muchos otros participantes pasan por la zona, se congregan en las aceras y consumen en locales alrededor de los escenarios. En 2019, durante la celebración de 830.º aniversario del puerto, se batió el récord con más de 1,2 millones de visitantes en total (sin distinguir entre los eventos), muchos de ellos extranjeros, que disparaban también el récord de turistas en la ciudad de Hamburgo para esas fechas del año.

## Conciertos y actuaciones
Uno de los grupos «obligatorios» que actúan en el Escenario Central es el «coro de las salomas» (en alemán: Shantychor), un coro de marineros locales que tocan música con énfasis en las costumbres marineras y cantan salomas, principalmente en bajo alemán. Sin embargo, son los grupos de música procedentes de Hamburgo y el norte de Alemania quienes predominan este escenario durante el viernes, mientras que el sábado siguiente es cuando actúan los grupos de más fama nacional e internacional, incluyendo grupos locales, nacionales y extranjeros (en el último festival han sido los Dark Age, Feuerschwanz y Manfred Mann’s Earth Band, respectivamente). El domingo (último día), el escenario se dedica durante la mañana a conciertos familiares, y por la tarde se enfoca en el rock and roll, con énfasis en el rockabilly.
En el Jolly Roger, segundo gran escenario del festival, se ofrecen conciertos de géneros como el reggae, punk rock, música folk y ska, aunque también tiene representación el rockabilly. El tema político-social destacado de este escenario es el antifascismo, luciendo el lema Love Music - Hate Fascism! («¡Ama la música, odia el fascismo!») y patrocinado por el club de fútbol local F.C. San Pauli. En el marco de este mensaje actúan grupos de Oi!-Antifa, un género punk rock relativamente nuevo que sirve como contraposición a los grupos Oi! de la década de 1970, que eran considerados parte del movimiento neofascista.
El Gipsy Lounge (lit. Salón de los gitanos) es el más pequeño de los escenarios, donde se presentan sobre todo versiones acústicas de swing europeo y gypsy jazz (ambos enmarcados dentro del género swing). El enfoque de este escenario es el sudeste europeo, presentando danzas y cantos populares de la región, mientras que alrededor se ofrecen puestos relacionados con esta temática, como la adivinación y comida y bebida típicas de la región. Uno de los momentos más esperados para muchos asistentes es el culto popular gitano, que tiene lugar el domingo a las 13:00.

## Actualidad
Debido a la pandemia de COVID-19, el Hafen Rock no se ha celebrado desde de 2020 (a fecha de abril de 2022).